# Jamal Anderson
Jamal Sharif Anderson (Newark, 30 settembre 1972) è un ex giocatore di football americano statunitense che ha giocato nel ruolo di running back per tutta la carriera con gli Atlanta Falcons della National Football League (NFL). Fu scelto nel corso del settimo giro (201º assoluto) del Draft NFL 1994 dai Falcons. Al college ha giocato a football all'Università dello Utah.

## Carriera professionistica

### Atlanta Falcons
Anderson fu scelto nel corso del settimo giro del Draft 1994 dagli Atlanta Falcons. Disputò otto stagioni con i Falcons, accumulando 5.336 yard corse, 156 ricezioni per 1.645 yard e 41 touchdown prima che la rottura del legamento collaterale anteriore ponesse fine alla sua carriera nel 2001.
La stagione d'oro di Anderson fu quella del 1998 in cui guidò la NFC con 1.846 yard corse e con 14 touchdown segnati su corsa stabilì l'allora record di franchigia di Atlanta, venendo convocato per il Pro Bowl. Nella finale della NFC i Falcons sconfissero a sorpresa i favoritissimi Minnesota Vikings qualificandosi per il primo Super Bowl della storia della franchigia, dove furono sconfitti dai Denver Broncos.

## Vittorie e premi
- Pro Bowl (1998)
- First-team All-Pro (1998)

## Statistiche
| Yard corse | 5.336 |
| Media      | 4,0   |
| Touchdown  | 41    |